# Војача Котроманић
Војача Котроманић је била краљица Босне од 1443. до 1445. године, као прва супруга краља Томаша.
Војача, није била племенитог поријекла, и њени родитељи су били припадници Босанске цркве. Када је њен муж изабран за краља Босне, Војача је постала краљица. Године 1438. родила је сина Стефана. Према предању, родила је још једног сина и двије ћерке. Међутим, моћно босанско племство није сматрало да је она способна бити краљица због скромног поријекла. Тако је њен муж тражио поништење брака од папе Евгенија IV. Папа је одобрио поништење 1445. године, а Томаш се поново оженио, бирајући Катарину Косачу, кћерку најмоћнијег босанског племића Стефана Вукчића Косаче.
Као бивша краљица, Војача се повукла у манастир. Томашов и њен син, Стефан Томашевић, постао је краљ Босне 1461. године. Али, она није живјела довољно дуго да доживи његов долазак на престо. Војачин други син је умро у четрнаестој током ходочашћа ка Мљету.